# Ophiogomphus incurvatus
Ophiogomphus incurvatus је инсект из реда Odonata и фамилије Gomphidae. 

## Угроженост
Ова врста је на нижем степену опасности од изумирања, и сматра се скоро угроженим таксоном.

## Распрострањење
Сједињене Америчке Државе су једино познато природно станиште врсте.

## Популациони тренд
Популација ове врсте се смањује, судећи по расположивим подацима.

## Станиште
Станишта врсте су шуме, брдовити предели и слатководна подручја.